# 長沙市一中開福中學
長沙市一中開福中學，创办于1916年。学校占地48000平方米，现有40个教学班，在校学生2000余人，在职教184人。

## 歷史
1916年，雅礼大学同学会在长沙市创立广雅中学。1938年，邬干于从美国、日本留学回国创办行素中学。中華人民共和國成立后，广雅中学经文教厅考察由市文教局接收，更名为长沙市第七中学。1953年10月行素中学并入。2014年9月28日改名为“长沙市一中开福中学。

## 校訓
校训：公、毅、诚、朴

## 校風
校风：卑之无甚高论，坐言不如起行。